# Mongolia ai Giochi della XVIII Olimpiade
La Mongolia partecipò ai Giochi della XVIII Olimpiade, svoltisi a Tokyo dal 10 al 24 ottobre 1964, con una delegazione di 21 atleti impegnati in cinque discipline, per un totale di 29 competizioni.
Fu la prima partecipazione ai Giochi estivi per la Mongolia. Non furono conquistate medaglie.